# Ющенко, Александр Николаевич
Александр Николаевич Ющенко (14 сентября 1936 — сентябрь 2021) — передовик советского сельского хозяйства, главный агроном

 колхоза «Россия» Обоянского района Курской области, Герой Социалистического Труда (1971), депутат Верховного Совета СССР 8-го созыва.

## Биография
Родился 14 сентября 1936 года в селе Шептуховка, ныне Кореневского района Курской области в крестьянской семье. Отец погиб на фронтах Великой Отечественной войны. Молодая мама осталась вдовой и второй раз вышла замуж. Александр рос в семье дедушки и бабушки. Завершил обучение в школе-семилетке. В 1954 году стал обучаться в Воронежском сельскохозяйственном институте. В 1959 году завершив обучение был направлен по распределению в Медвенскую сельхозинспекцию, где отработал всего полгода. После чего его пригласили на должность агронома в колхоз «Россия».
С 1960 по 1997 год работал в должности главного агронома колхоза «Россия» Медвенского (в феврале 1963 — декабре 1970 года — Обоянского) района Курской области.
В 1965 году колхоз получил небывалый высокий урожай зерна по 22 центнера с гектара и по 336 центнеров с гектара сахарной свёклы. 8-ю пятилетку (1966—1970 годы) колхозники этого предприятия начали с получения по 25,8 центнера, а окончили сбором в 34,8 центнера с гектара. В дальнейшем работники смогли преодолеть и рубеж в 40 центнеров с гектара зерновых. 7 лет подряд урожай сахарной свёклы в среднем не был ниже 300 центнеров. В 1967 году колхоз «Россия» был представлен к награждению орденом Ленина.
За выдающиеся успехи, достигнутые в развитии сельскохозяйственного производства и выполнении пятилетнего плана продажи государству продуктов земледелия, Указом Президиума Верховного Совета СССР от 8 апреля 1971 года Александру Николаевичу Ющенко было присвоено звание Героя Социалистического Труда с вручением ордена Ленина и золотой медали «Серп и Молот».
Избирался депутатом Верховного Совета СССР 8-го созыва. В 1997 году вышел на заслуженный отдых.
Проживал в селе Амосовка Медвенского района Курской области.

## Награды
За трудовые успехи удостоен:
- золотая звезда «Серп и Молот» (08.04.1971)
- орден Ленина (08.04.1971)
- Орден Трудового Красного Знамени (31.12.1965)
- медаль "За освоение целинных земель" (1957)
- Почётный гражданин Медвенского района.